# Forsteronia correntina
Forsteronia correntina là một loài thực vật có hoa trong họ La bố ma. Loài này được C.Ezcurra & Tressens mô tả khoa học đầu tiên năm 1981.